# Tolčane
Tolčane este o localitate din comuna Ivančna Gorica, Slovenia, cu o populație de 42 de locuitori.